# Drosophila baucipyga
Drosophila baucipyga är en tvåvingeart som beskrevs av Lachaise och Chassagnard 2001. Drosophila baucipyga ingår i släktet Drosophila och familjen daggflugor.
Artens utbredningsområde är Tanzania.